# Liste rouge des araignées de France métropolitaine
La liste rouge des araignées de France métropolitaine est une liste établie au niveau national en France métropolitaine renseignant la situation de menace pesant sur les araignées. Elle évalue 1 622 espèces, dont 10 % sont considérées comme menacées. Cette liste est issue du travail de l'Association française d'arachnologie avec l'appui du réseau d'arachnologues européens et a bénéficié d’une évaluation par le comité français de l’UICN.

## Présentation
Cette liste rouge, publiée en 2023, évalue 1 622 espèces d'araignées de France métropolitaine (sur les 1 631 espèces dénombrées au moment des travaux). Elle note que 10 % des espèces d'araignées de France métropolitaine sont considérées comme menacées. Parmi les principales menaces : la destruction et la dégradation du milieu naturel, les menaces sur les zones humides ou le changement climatique.

## Taxons en danger

### Taxons en danger critique (CR)
Ce sont les taxons confrontés à un risque très élevé de disparition.
- Centromerus corsicus (Simon, 1910)
- Gonatium geniculosum Simon, 1918
- Nemesia incerta O. Pickard-Cambridge, 1874
- Singa neta (O. Pickard-Cambridge, 1872)
- Tuberta maerens (O. Pickard-Cambridge, 1863)
- Acantholycosa norvegica (Thorell, 1872)
- Arctosa alpigena (Doleschall, 1852)
- Bathyphantes eumenis (L. Koch, 1879)
- Larinia jeskovi Marusik, 1987
- Mughiphantes arlaudi (Denis, 1954)
- Mughiphantes baebleri (Lessert, 1910)
- Robertus insignis O. Pickard-Cambridge, 1907
- Savignia superstes Thaler, 1984
- Scotinotylus evansi (O. Pickard-Cambridge, 1894)
- Troglohyphantes konradi Brignoli, 1975
- Typhlonesticus morisii (Brignoli, 1975)

### Taxon en danger (EN)

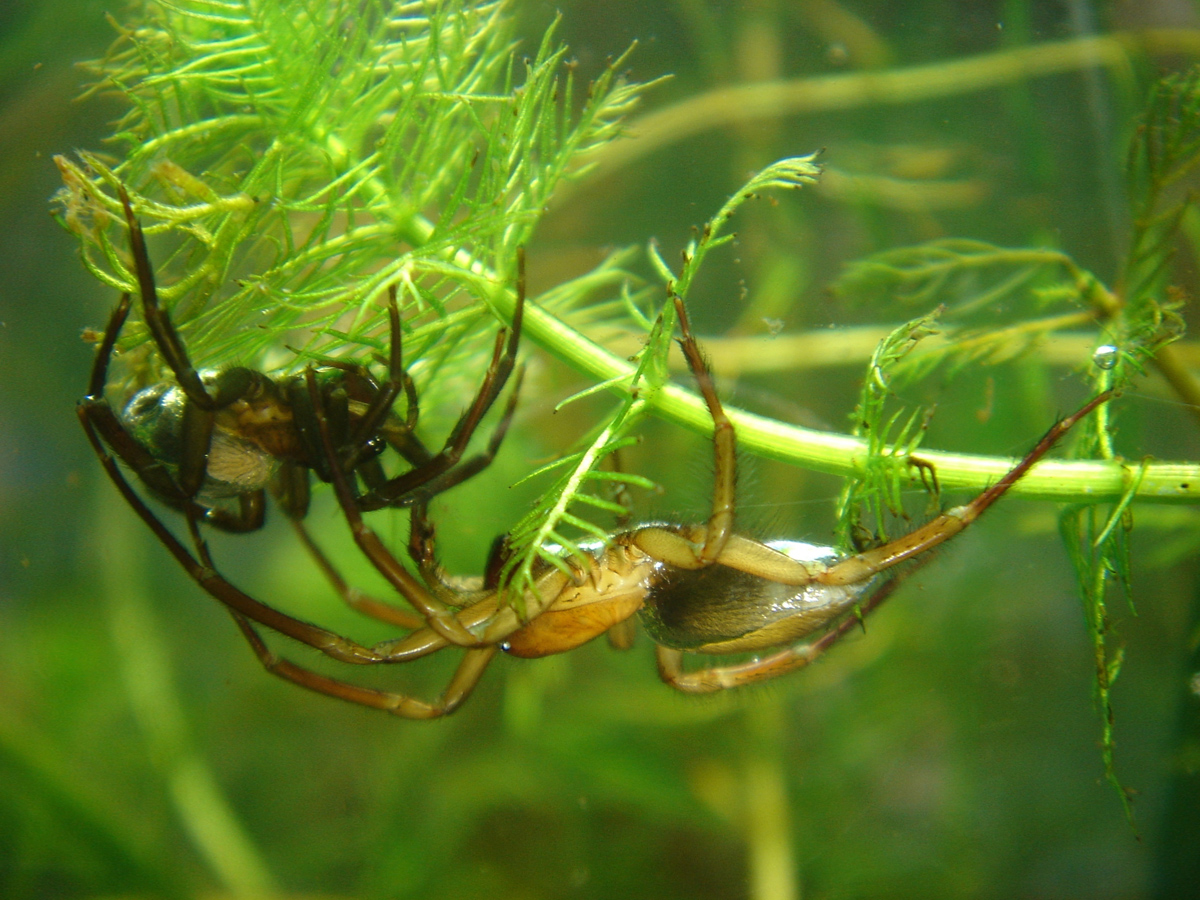
Argyroneta aquatica, espèce en danger en France métropolitaine.

Ce sont les taxons confrontés à un risque élevé de disparition.
- Amaurobius latebrosus Simon, 1874
- Anguliphantes angulipalpis (Westring, 1851)
- Araeoncus anguineus (L. Koch, 1869)
- Arctosa renidescens Buchar & Thaler, 1995
- Argyroneta aquatica (Clerck, 1758)
- Attulus rivalis (Simon, 1937)
- Baryphyma maritimum (Crocker & Parker, 1970)
- Bathyphantes setiger F.O. Pickard-Cambridge, 1894
- Berlandina nubivaga (Simon, 1878)
- Berlandina plumalis (O. Pickard-Cambridge, 1872)
- Caracladus avicula (L. Koch, 1869)
- Ceraticelus bulbosus (Emerton, 1882)
- Chaerea maritimus Simon, 1884
- Clubiona frisia Wunderlich & Schuett, 1995
- Clubiona kulczynskii Lessert, 1905
- Coriarachne depressa (C.L. Koch, 1837)
- Diplocephalus culminicola Simon, 1884
- Dipoena nigroreticulata (Simon, 1880)
- Dipoena torva (Thorell, 1875)
- Dolomedes plantarius (Clerck, 1758)
- Drepanotylus uncatus (O. Pickard-Cambridge, 1873)
- Dysdera fuscipes Simon, 1882
- Erigonoplus depressifrons (Simon, 1884)
- Erigonoplus nasutus (O. Pickard-Cambridge, 1879)
- Euophrys alticola Denis, 1955
- Gnaphosa nigerrima L. Koch, 1877
- Gnaphosa rhenana Müller & Schenkel, 1895
- Haplodrassus cognatus (Westring, 1861)
- Haplodrassus concertor (Simon, 1878)
- Haplodrassus moderatus (Kulczyński, 1897)
- Harpactocrates intermedius Dalmas, 1915
- Heliophanus dampfi Schenkel, 1923
- Holissus unciger Simon, 1882
- Iberina difficilis (Harm, 1966)
- Iberina mazarredoi Simon, 1881
- Larinia bonneti Spassky, 1939
- Latrodectus tredecimguttatus (Rossi, 1790)
- Leptoneta fouresi Dresco, 1979
- Linyphia alpicola van Helsdingen, 1969
- Macrargus carpenteri (O. Pickard-Cambridge, 1895)
- Mecynargus brocchus (L. Koch, 1872)
- Micaria subopaca Westring, 1861
- Micrargus cupidon (Simon, 1913)
- Midia midas (Simon, 1884)
- Mughiphantes handschini (Schenkel, 1919)
- Mughiphantes jugorum (Denis, 1954)
- Nemesia arenicola Simon, 1892
- Nemesia congener O. Pickard-Cambridge, 1874
- Nemesia maculatipes Doleschall in Ausserer, 1871
- Ozyptila westringi (Thorell, 1873)
- Paidiscura dromedaria (Simon, 1880)
- Palliduphantes dentatidens (Simon, 1929)
- Pardosa giebeli (Pavesi, 1873)
- Pardosa oreophila Simon, 1937
- Pardosa purbeckensis F. O. Pickard-Cambridge, 1895
- Pardosa schenkeli Lessert, 1904
- Pardosa sphagnicola (Dahl, 1908)
- Peponocranium praeceps Miller, 1943
- Piniphantes cirratus (Thaler, 1986)
- Poecilochroa furcata Simon, 1914
- Pyrenecosa spinosa (Denis, 1938)
- Rhode tenuipes (Simon, 1882)
- Rhysodromus fallax (Sundevall, 1832)
- Sciastes carli (Lessert, 1907)
- Semljicola faustus (O. Pickard-Cambridge, 1901)
- Sernokorba tescorum (Simon, 1914)
- Stemonyphantes conspersus (L. Koch, 1879)
- Talavera parvistyla Logunov & Kronestedt, 2003
- Tapinocyba ligurica Thaler, 1976
- Tegenaria armigera Simon, 1873
- Tegenaria ferruginea (Panzer, 1804)
- Tegenaria mercanturensis Bolzern & Hervé, 2010
- Telema tenella Simon, 1882
- Tetragnatha reimoseri (Roșca, 1939)
- Tibellus utotchkini Ponomarev, 2008
- Tiso aestivus (L. Koch, 1872)
- Troglohyphantes caecus Fage, 1919
- Troglohyphantes henroti Dresco, 1956
- Troglohyphantes pumilio Denis, 1959
- Troglohyphantes pyrenaeus Simon, 1907
- Trogloneta granulum Simon, 1922
- Typhochrestus pekkai Bosmans & Oger, 2014
- Vesubia jugorum (Simon, 1881)
- Zelotes devotus Grimm, 1982
- Zelotes mundus (Kulczyński, 1897)

### Taxons vulnérables (VU)

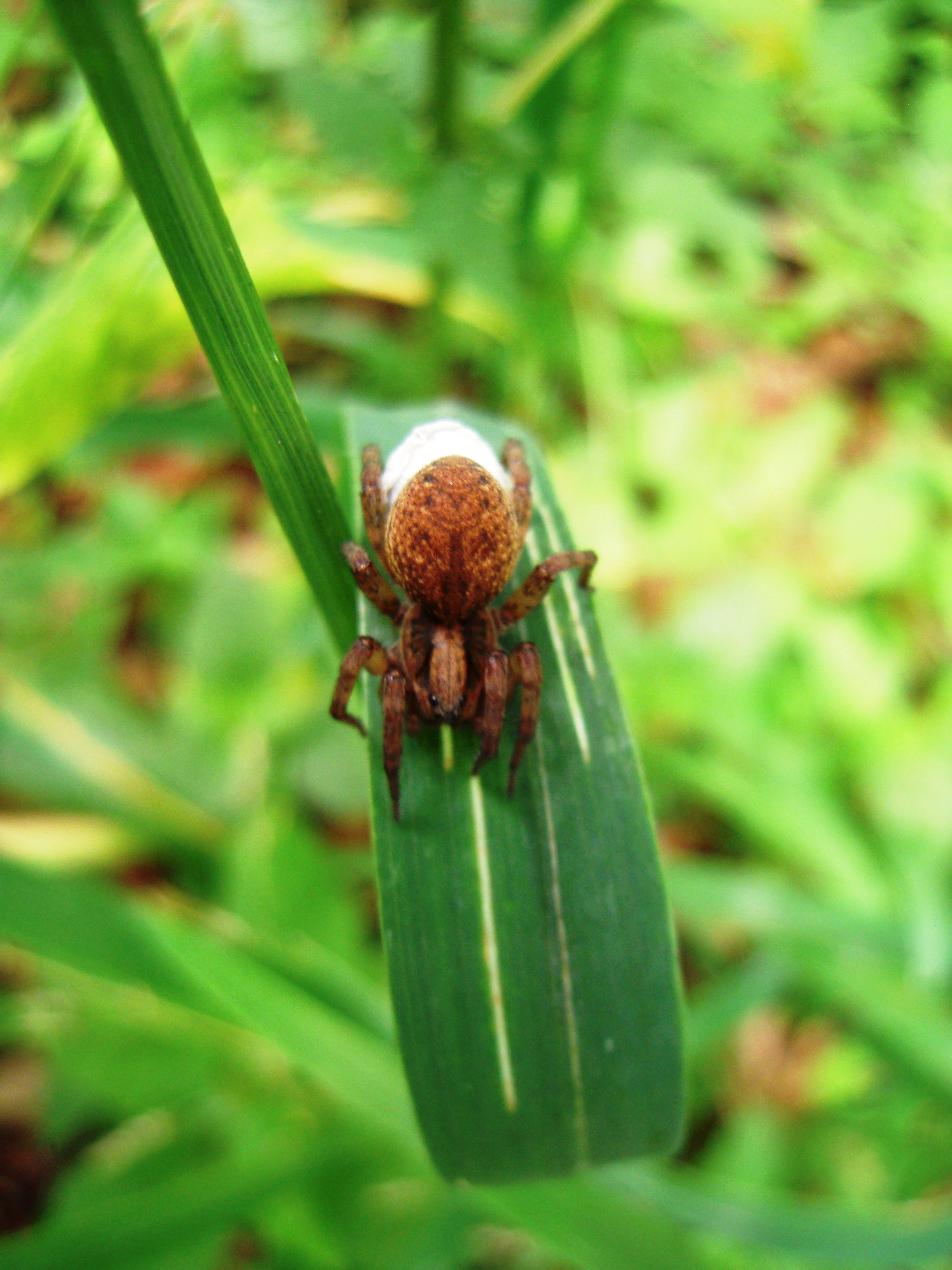
Alopecosa sulzeri, espèce classée vulnérable en France métropolitaine

Ce sont les taxons confrontés à un risque de disparition.
- Aelurillus bosmansi Azarkina, 2006
- Alopecosa sulzeri (Pavesi, 1873)
- Anguliphantes monticola (Kulczyński, 1881)
- Anyphaena numida Simon, 1897
- Araeoncus vaporariorum (O. Pickard-Cambridge, 1875)
- Attulus inexpectus (Logunov & Kronestedt, 1997)
- Berlandina cinerea (Menge, 1872)
- Canariphantes tenerrimus (Simon, 1929)
- Caracladus zamoniensis Frick & Muff, 2009
- Caviphantes saxetorum (Hull, 1916)
- Celerrimus duffeyi Lecigne, Cornic, Oger & Van Keer, 2019
- Centromerus silvicola (Kulczyński, 1887)
- Centromerus subalpinus Lessert, 1907
- Clubiona rosserae Locket, 1953
- Clubiona saxatilis L. Koch, 1867
- Coelotes osellai De Blauwe, 1973
- Cyclosa insulana (Costa, 1834)
- Devade indistincta (O. Pickard-Cambridge, 1872)
- Diplocephalus procer (Simon, 1884)
- Drassodex drescoi Hervé, Roberts & Murphy, 2009
- Erigone maritima Kulczyński, 1902
- Erigonella subelevata subelevata Denis, 1965
- Gnaphosa ogeri Lecigne, 2018
- Gnaphosa petrobia L. Koch, 1872
- Haplodrassus rhodanicus (Simon, 1914)
- Harpactea longobarda Pesarini, 2001
- Janetschekia monodon (O. Pickard-Cambridge, 1873)
- Leptoneta albera Déjean, 2022
- Leptoneta cavalairensis Dresco, 1987
- Leptoneta ciaisensis Dresco, 1987
- Leptoneta condei Dresco, 1987
- Leptoneta jeanneli Simon, 1907
- Leptoneta lantosquensis Dresco, 1987
- Leptoneta leucophthalma Simon, 1907
- Leptoneta manca Fage, 1913
- Leptoneta trabucensis Simon, 1907
- Metopobactrus falcifrons Simon, 1884
- Moebelia berolinensis (Wunderlich, 1969)
- Neon muticus (Simon, 1871)
- Neriene hammeni (van Helsdingen, 1963)
- Nurscia sequerai (Simon, 1893)
- Oxyopes mediterraneus Levy, 1999
- Palliduphantes fagicola (Simon, 1929)
- Panamomops mutilus (Denis, 1962)
- Parachtes inaequipes (Simon, 1882)
- Paratrachelas ibericus (Bosselaers, Urones, Barrientos & Alberdi, 2009)
- Pardosa ferruginea (L. Koch, 1870)
- Pardosa occidentalis Simon, 1881
- Philodromus blanckei (Wunderlich, 1995)
- Piniphantes agnellus (Maurer & Thaler, 1988)
- Pireneitega pyrenaea (Simon, 1870)
- Pseudomogrus salsicola (Simon, 1937)
- Pyrenecosa pyrenaea (Simon, 1876)
- Satilatlas britteni (Jackson, 1913)
- Scotinotylus antennatus (O. Pickard-Cambridge, 1875)
- Silometopus curtus (Simon, 1881)
- Singa lucina (Audouin, 1826)
- Synageles albotrimaculatus (Lucas, 1846)
- Synaphris saphrynis Lopardo, Hormiga & Melic, 2007
- Tegenaria racovitzai Simon, 1907
- Tetragnatha shoshone Levi, 1981
- Theridion boesenbergi Strand, 1904
- Titanoeca schineri L. Koch, 1872
- Tmarus piochardi (Simon, 1866)
- Trebacosa europaea Szinetár & Kancsal, 2007
- Trichoncoides piscator (Simon, 1884)
- Troglohyphantes solitarius Fage, 1919
- Walckenaeria kochi (O. Pickard-Cambridge, 1873)
- Xysticus desidiosus Simon, 1875
- Xysticus ovatus Simon, 1876
- Zelotes talpinus (L. Koch, 1872)
- Zodarion gracilitibiale Denis, 1934
- Zodarion pseudoelegans Denis, 1934